# Pape Meïssa Ba
Pour les articles homonymes, voir Ba.
Pape Meïssa Ba, né le 4 juillet 1997 à Dakar, est un footballeur sénégalais qui occupe le poste d'attaquant à Schalke 04.

## Biographie

### En club

#### AS Dakar Sacré-Cœur
Il commence sa carrière en 2015 dans son club formateur l'AS Dakar Sacré-Cœur qui évolue alors en Ligue 2. En 2017, il est sacré champion de deuxième division sénégalaise et accède donc à l'élite.

#### ES Troyes AC
Lors du mercato d'hiver 2019, il s'engage pour trois ans en faveur de l'ES Troyes AC. Dans un premier temps, il évolue avec l'équipe réserve jusqu'à la fin de la saison, il y inscrit deux buts en cinq matchs. Il joue son premier match de Ligue 2 le 8 novembre 2019, en entrant en jeu face à l'AS Nancy-Lorraine (0-0). Il inscrit son premier but un mois plus tard lors de la victoire 1-0 contre le Rodez AF.

#### Red Star
Libéré de ses six derniers mois de contrat, il rejoint le Red Star FC lors des dernières heures du mercato d'hiver 2021. Il dispute son premier match le 9 février 2021 contre Bourg-en-Bresse (20e journée, 0-0). Une semaine plus tard, il inscrit son premier but sous ses nouvelles couleurs face à l'US Créteil-Lusitanos en Coupe de France où il ouvre le score dès la 4e minute (victoire 1-2). Sur cette deuxième partie de saison, il participe à 15 rencontres de championnat, en débutant 13, inscrivant 3 buts et délivrant une passe décisive.
Lors de la saison 2021-2022, il s'impose comme un titulaire incontournable de la formation de National 1. Le 13 décembre 2021, il se met en évidence en étant l'auteur d'un triplé sur la pelouse du CS Sedan Ardennes, permettant à son équipe de l'emporter 1-3 (16e journée). Il réédite cette performance lors de la dernière journée de championnat face à Concarneau (34e journée, victoire 5-1). Auteur de 21 buts, il termine la saison meilleur buteur du championnat. Ayant également délivré 5 passes décisives, il est un des grands artisans des 55 buts inscrits par son équipe tout au long de la saison, en faisant la co-meilleure attaque de National avec Annecy et Bourg-en-Bresse Péronnas. Néanmoins, le Red Star ne se classe que 11e au terme de la saison.

#### Grenoble Foot 38
Ses performances attirent l'intérêt de clubs de niveaux supérieurs. Le Grenoble Foot 38 officialise son arrivée le 13 juin 2022. En Isère, il espère marcher sur les traces d'Achille Anani et de Mamadou Diallo qui s'y sont imposés en arrivant du National. Il réalise une saison bien moins prolifique que la précédente, ne trouvant le chemin des filets qu'à 2 reprises pour 5 passes décisives.
Le 26 septembre 2023, auteur d'un doublé sur la pelouse du SM Caen (8e journée, victoire 1-2), il met alors fin à une disette de près d'un an en Ligue 2, son dernier but remontant à un match contre Niort le 15 octobre 2022 (12e journée, victoire 3-0).

#### FC Schalke 04
Pape Meïssa Ba rejoint le FC Schalke 04 au mercato d’hiver, club de deuxième division.

## Palmarès
| AS Dakar Sacré-Cœur - Championnat du Sénégal D2 (1) : - Champion : 2016-2017. |  | ES Troyes AC - Championnat de France D2 (1) : - Champion : 2020-21. |